# 룩소르 오벨리스크

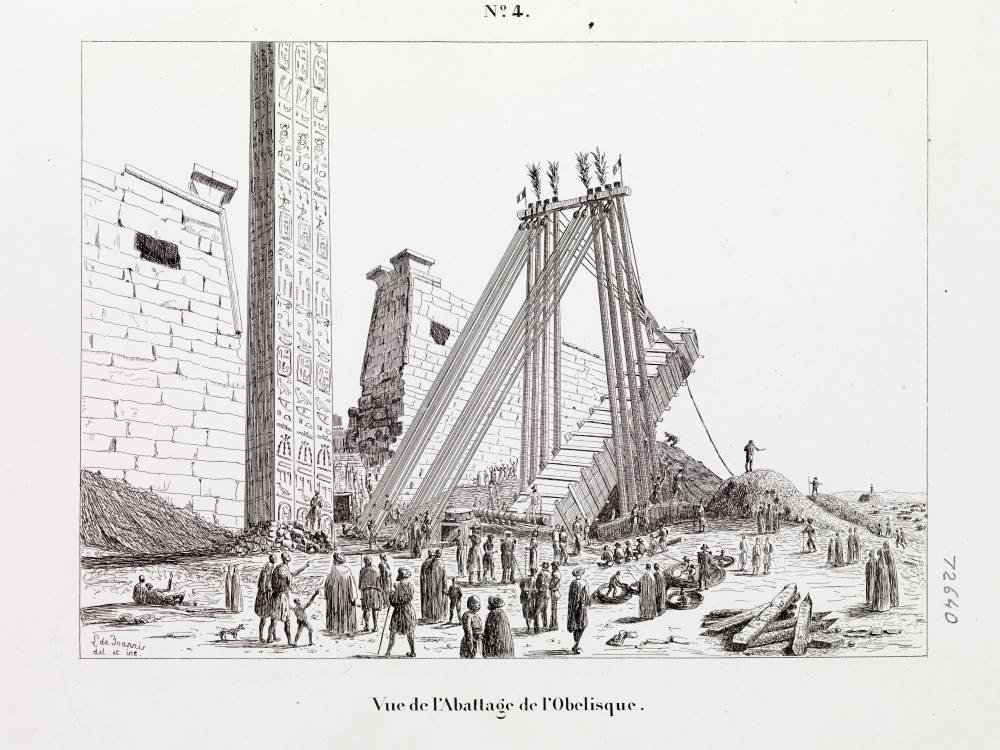
1835년 룩소르에서 오벨리스크를 내리는 모습 (1831년 레옹 드 조아니의 판화, 프랑스 국립해양박물관 소장)

룩소르 오벨리스크(프랑스어: obélisque de Louxor)는 이집트 룩소르의 아문 신전에 서 있던 오벨리스크로, 1836년부터 프랑스 파리 콩코르드 광장 중앙에 세워져 있다. 광장의 명칭을 따서 콩코르드 광장 오벨리스크(프랑스어: Obélisque de la place de la Concorde)이라고도 한다.
1937년 프랑스 역사기념물로 지정되었으며, 그 제작연대가 고대 이집트 문명까지 거슬러 올라간다는 점에서 파리에서 가장 오래된 건축물로 볼 수 있다. 2022년 최종 복원되어 새로 공개되었으며, 파리 메트로에서는 콩코르드역과 가깝다.

## 역사

### 이집트 측의 선물

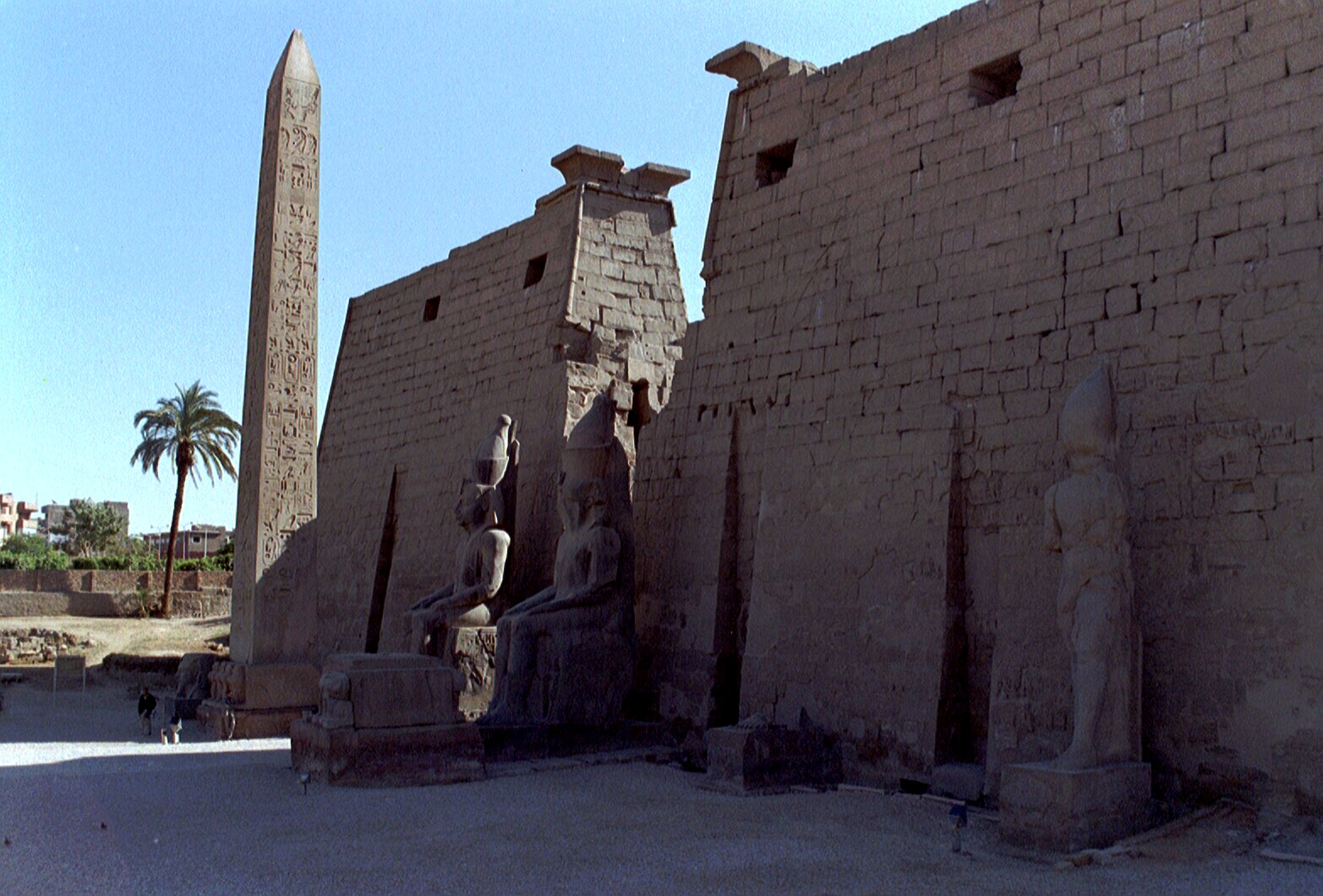
룩소르 아문 신전의 입구. 초대 설계안에 따른 배치로서 우측 방면에 서 있어야 할 오벨리스크가 지금의 파리 콩코르드 광장의 오벨리스크이다.

원래 이집트 룩소르 아문 신전의 입구에 서 있던 두 개의 오벨리스크로서 이집트 제14왕조 파라오 람세스 2세 재위기에 제작된 것이다. 1830년 이집트 케디브국의 부왕 무함마드 알리가 프랑스와의 우호증진을 위하여, 이지도어 테일러 남작과 학자 장프랑수아 샹폴리옹의 동의로 프랑스의 샤를 10세에게 선물하였다.
당시 신전의 오벨리스크 두 개 가운데 오른쪽에 서 있던 것만 프랑스로 운송되었고 나머지 하나는 프랑스에 소유권을 둔 채로 그대로 남아 있었는데 1981년 9월 26일 프랑수아 미테랑 대통령이 이집트에 남아 있는 오벨리스크의 소유권을 포기하고 이집트에 공식 반환하게 되었다.
오벨리스크를 선물받은 프랑스 측은 1845년 루이 필리프 1세가 그에 대한 답례로 구리로 만든 시계를 선물키로 하였으나 카이로로 운반되던 도중에 손상되어 작동하지 않게 된 상태로 카이로 성채의 시계탑에 설치되었다. 이 시계탑은 2021년에 수리되어 작동에 들어갔다.

### 오벨리스크의 운반 과정

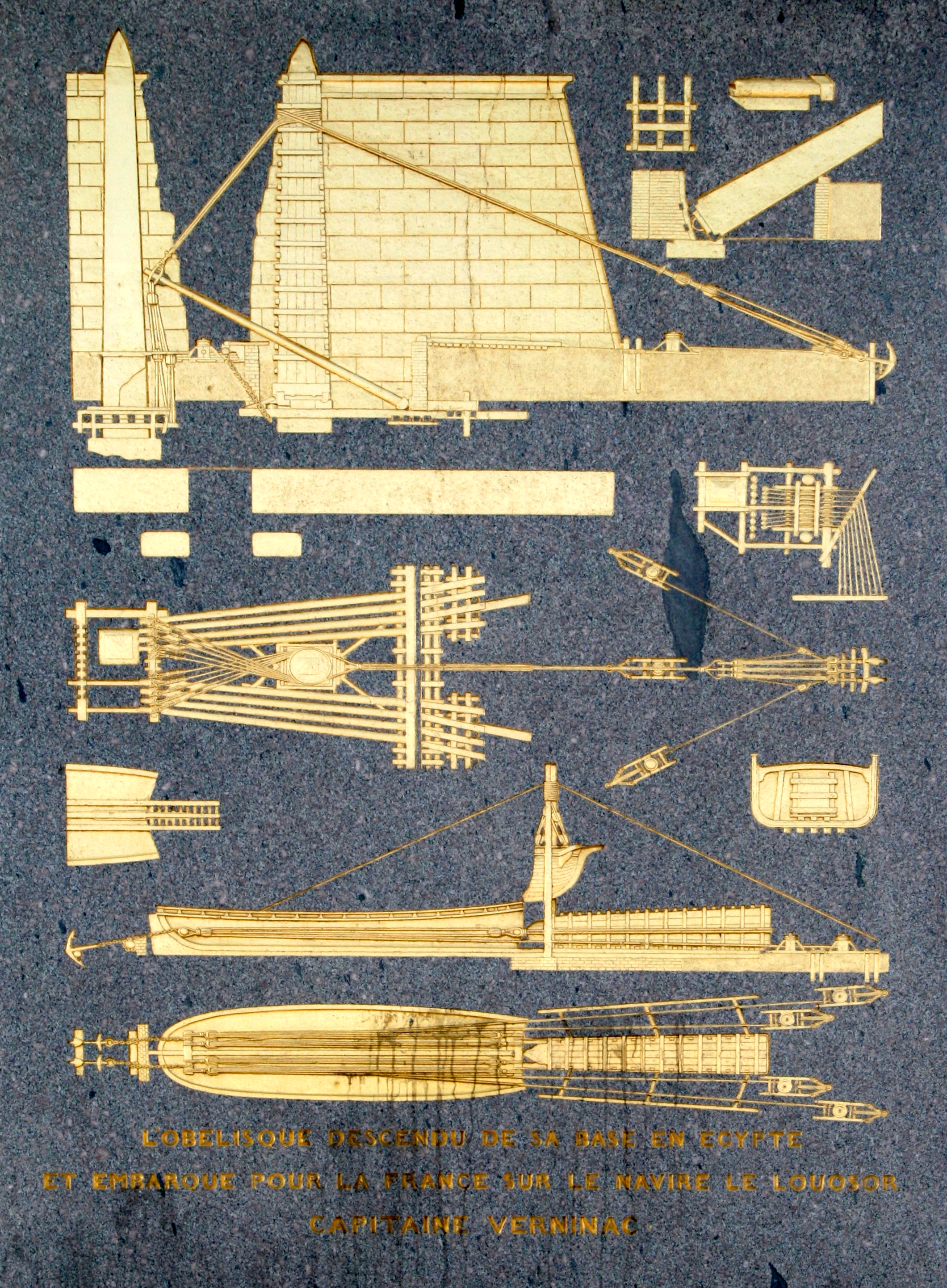
룩소르 오벨리스크 하단부에 설치된 비문과 그림. 이집트 현지에서 프랑스 파리로 운송되는 과정을 담았다.

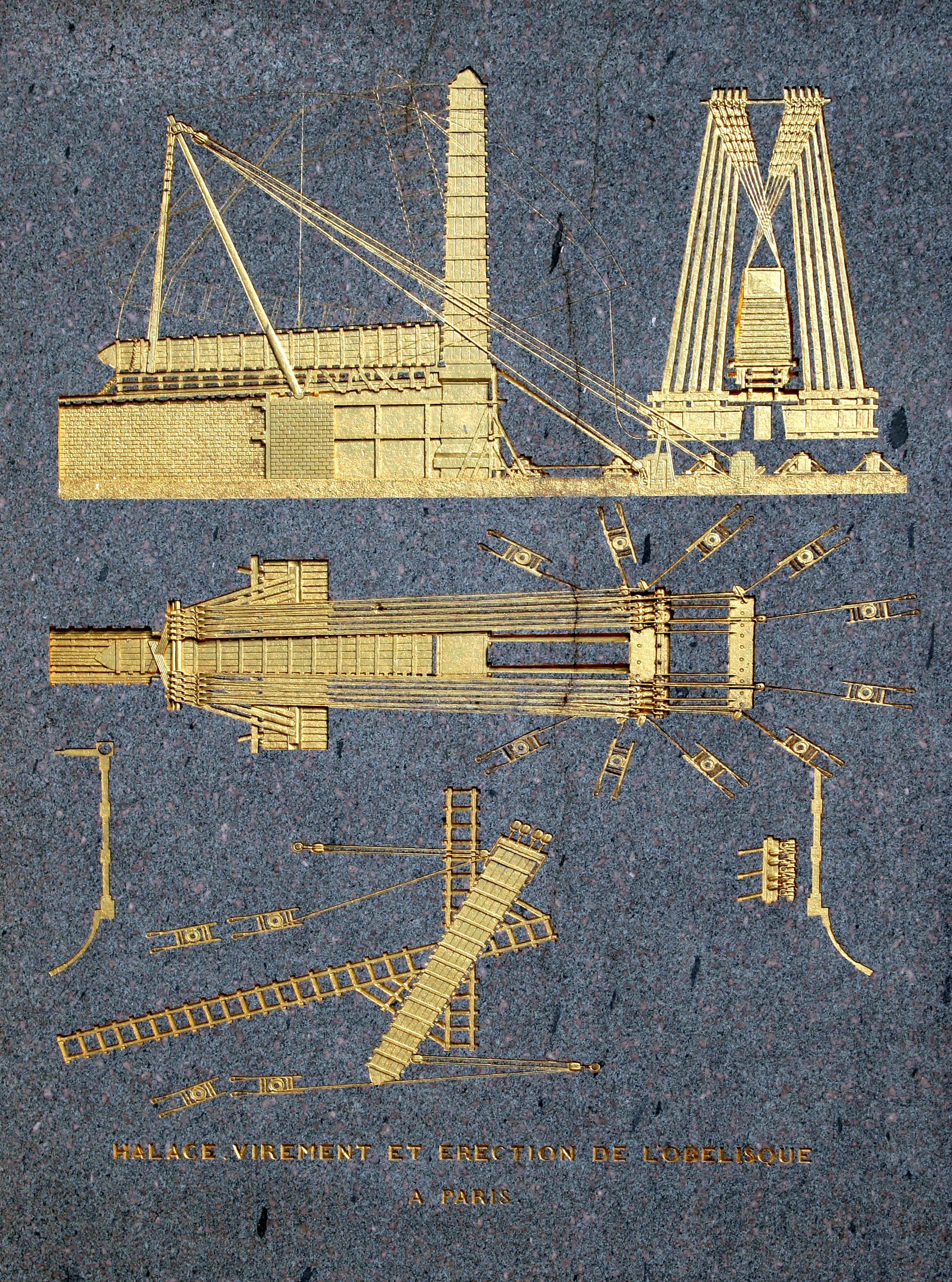
오벨리스크의 운반과 건립

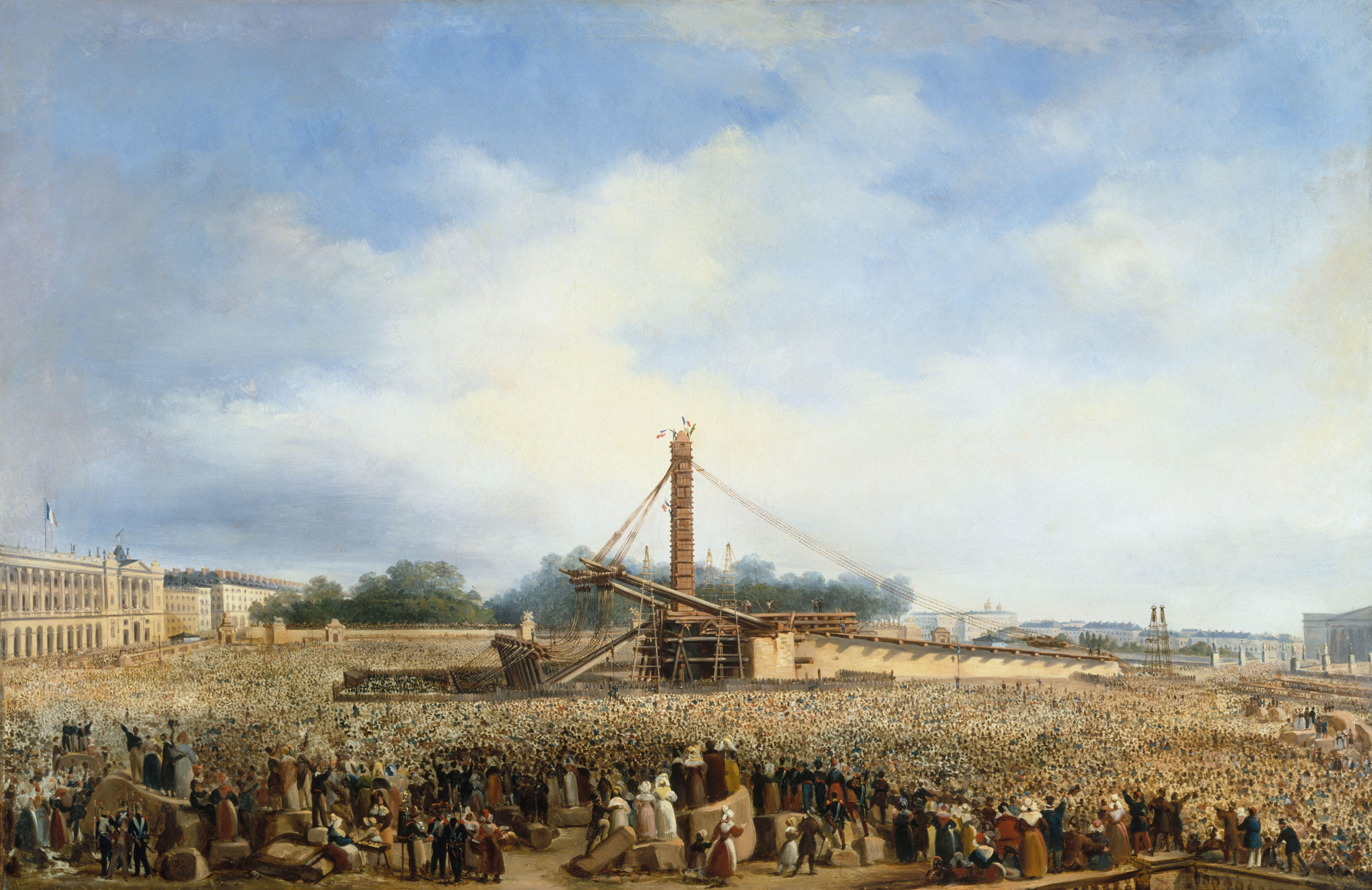
프랑수아 뒤부아의 《1836년 10월 25일 콩코르드 광장에 세워지는 룩소르 오벨리스크》

룩소르 오벨리스크를 파리로 운반한 과정도 하나의 큰 도전이었는데 전반적인 계획은 프랑스 해군 기술자 아르망 플로리몽 미메렐이 맡았다. 1830년 7월 혁명으로 계획이 백지화될 위기에 처했으나 그해 11월 무함마드 알리가 프랑스에 선물할 뜻을 재확인하면서 다시 추진되었다. 당시 프랑스 국왕은 두 개의 오벨리스크 가운데 첫번째로 옮길 오벨리스크를 장 프랑수아 샹폴리옹에게 선정해 달라는 명을 내렸고, 샹폴리옹은 "가장 서쪽, 신전에 들어갔을 때 오른편에 있는 것이 좋겠습니다. 피라미디온이 약간 훼손되기는 했지만 전체로 따지면 온전한 데다 보존상태도 훌륭합니다. 반면 왼쪽의 오벨리스크는 바닥 쪽에 큰 손상이 가해졌으며 이는 제가 발굴하면서 확신한 사실입니다"라고 답했다고 한다.
오벨리스트의 해상 운반을 위한 전용 바지선으로 룩소르 호 (Louxor)가 건조되었으며, 1831년 4월 레이몽 드 베르니나크 생모르 함장의 지휘로 프랑스 남부 툴롱을 떠나 1831년 8월 나일강을 거슬러 올라갔다. 룩소르호는 바닥이 평평한 일회용 바지선으로서, 용골 5개에 탈착식 선수 (船首)를 지니고 있는 특이한 구조로서, 센강의 다리를 통과할 수 있도록 설계되었다. 룩소르 인근에 도착한 뒤에는 300명의 인력을 동원하여 유적까지 운하를 파서 최대한 접근하였으며, 12월 19일 오벨리스크를 룩소르호에 선적하는 데 성공하였다. 이후 8개월간 나일강이 범람하는 시기를 기다린 끝에, 1832년 8월 18일 룩소르호를 물 위에 띄우는 데 성공하였다.
1832년 8월 25일 테베를 떠난 룩소르호는 10월 2일 나일강 하구 로제타의 사주에 도착하였다. 이후 겨울철의 악천후가 끝날 때까지 대기하다 1833년 1월 1일 로제타를 떠났다. 알렉산드리아에서 루앙으로 항해하던 룩소르호는 1833년 4월 1일 증기기관과 돛을 갖춘 코르벳선 '스핑크스호' (Sphinx)의 견인을 받았다. 1833년 5월 11일 툴롱에 도착한 뒤 스페인을 돌아나와 대서양으로 넘어온 룩소르호는 셰르부르를 거쳐 루앙에 도착, 센강을 거슬러 올라 1833년 12월 23일 파리에 입성하였다.

### 오벨리스크의 직립 거행식
루이필리프 1세는 오벨리스크를 파리 콩코르드 광장의 중앙에 세우기로 결정하였다. 이는 프랑스 혁명 당시 콩코르드 광장에서 참수된 루이 16세를 기리는 기념비를 대신하는 것이었다. 일찍이 1826년 5월 3일 샤를 10세가 장 피에르 코르토의 국왕 기마상과 기념비의 주춧돌을 놓은 적이 있었으나, 1830년 혁명으로 중앙부에 세워졌던 기마상이 파괴되었다. 프랑스의 지난 역사와 전혀 다른 성격의 기념비를 세우게 된 것은 프랑스 혁명의 상징적인 장소가 특정파벌의 기념공간 싸움으로 변질되는 것을 막기 위함이었다.
1836년 10월 25일 팡파르가 울려퍼지는 가운데 프랑스 공학자 앙폴리네르 르바스가 제작한 직립 기계와 거대 캡스턴으로 오벨리스크를 세워올리는 행사가 치러졌다. 다만 원래 신전에서의 방향과는 달리 파리에서는 시계 반대방향으로 약 90° 회전된 상태로 세워지게 되었으며, 원래는 동쪽면이었던 것이 북쪽을 향하게 되었다. 이러한 사실을 반영하여 1939년 지면에 설치된 동판에는 "파리에서는 테베의 새벽이 북쪽에서 밝아온다" (Au levant de Thèbes surgit à Paris le Nord)는 글귀가 적히게 되었다.
준공식 당시 루이필리프 1세는 6월 25일 암살시도로 대중의 시선에서 멀어져 있었다. 이번 공사가 실패로 돌아갈 시 비난받을 위험을 감수하고 싶어하지 않았기에, 왕가 일원과 함께 해군성 본부 관저에 조용히 머물러 있었다고 한다. 오벨리스크가 직립하자 루이필리프 1세와 왕가 일원은 발코니에 나타나, 오벨리스크의 직립을 보러 모여든 시민들로부터 박수를 받았다고 전해진다.
현재 오벨리스크의 상부 받침대에는 오벨리스크의 운반과 건립 과정을 그림과 설명으로 나타낸 비문이 적혀 있다.

## 건축

### 오벨리스크
룩소르 오벨리스크의 규모는 높이 23m, 무게 222톤에 달하며, 받침대까지 합한 높이는 33.37m, 무게는 240톤이다.
오벨리스크의 각도가 뒤틀렸음을 알리는 원형동판은 오벨리스크에서 북쪽으로 약 10m 떨어진 곳에 설치되어 있다. 이 동판은 하지 (6월 21일) 정오 기준으로 오벨리스크의 그림자 끝 지점을 표시하는 역할도 맡고 있다.
오벨리스크 자체는 수에네 (지금의 아스완)에서 나오는 섬장암 (화강암에 가깝지만 석영 함량이 극히 부족한 분홍색 암석)으로 제작되었다. 룩소르 오벨리스크의 석재가 채굴된 채석장에서 미완성 오벨리스크가 발견되어 고고학자들의 관심을 끈 바 있다.
오벨리스크의 4면에는 이집트 상형문자가 새겨져 있으며 람세스 2세의 카르투슈도 새겨져 있다. 비문의 내용은 파라오가 아몬라 신에게 제물을 바친다는 내용이 주를 이루고 있으며, 1868년 이집트학자 프랑수아 샤바스가 처음으로 해독하였다.

### 받침대
파리 콩코르드 광장의 오벨리스크는 원래 룩소르 신전에 서 있는 것과 마찬가지로 정사각형의 받침대 위에 놓여 있었으며, 오벨리스크를 운반해 올 때 함께 프랑스로 가져왔다. 이 받침대는 열여섯 마리의 개코원숭이로 장식되어 있는데 뒷다리로 서서 생식기가 드러난 자세를 고스란히 묘사하였으며, 19세기 프랑스 사회의 보수적인 통념상 부적절한 요소로 평가되어 콩코르드 광장에 그대로 설치되지는 못했다. 현재는 루브르 박물관의 이집트 유물관 소장품이 되었으며, 루브르랑스 박물관의 갈레리 뒤 탕 (Galerie du temps)에 전시중에 있다.
원본 받침대 대신 새로 제작된 받침대는 프랑스 브르타뉴의 알베르일뒤 채석장에서 공수한 분홍색 화강암 블럭 5개로 제작되었으며, 항구에는 1/7 크기의 복제품이 설치되었다. 이 받침대는 콩코르드 광장 재개발의 일환으로 자크 이토르프가 설계하였으며, 받침대의 2면에는 오벨리스크를 끌어내려 배로 운송하는 과정을 그림과 비문으로 적어 두었다. 나머지 2면에는 루이필리프 1세가 그간의 건설 계획을 돌아보고, 나폴레옹 이래 프랑스가 이집트에 헌신해 왔음을 강조하는 비문이 새겨져 있다. 받침대 주변으로는 금창살 323개로 이루어진 철책을 둘러 놓았다.

### 피라미디온
오벨리스크 꼭대기에는 3.60m 크기의 청동제 피라미디온 (최상층부 장식)이 얹혀져 있다. 이 피라미디온은 원래부터 있던 것이 아니라 1998년 5월 프랑스-이집트의 해를 맞이하여 베르제-생로랑 재단의 후원으로 쿠베르탱 예술재단 (Fonderie d'art de Coubertin)에서 제작해 설치한 것이다. 고대 이집트에서 사용된 호박금의 색상을 최대한 구현하기 위하여 고아르 공방 (ateliers Gohard)의 금박 세공작업을 거쳤다고 전해진다.
원래 오벨리스크에 있었던 피라미디온은 6세기 이슬람의 이집트 침공으로 손상된 것으로 추정된다. 오벨리스크 설치 당시 파리의 고대 기념물 대표건축가였던 에티엔 퐁슬레(Étienne Poncelet)의 기록에 따르면, 오벨리스크의 최상층부는 센강의 선창에 몇달 간 보관되는 과정에서 심각하게 손상되었다고 한다.
1998년 설치된 피라미디온은 완전히 뾰족한 상태가 아니었기에 이곳에 앉는 새들로 조금씩 훼손되었다. 이에 2022년 새로운 복원작업이 시작되어, 2023년 6월 20일 오벨리스크 꼭대기에 금박으로 덮인 강철 피라미디온이 새로 설치됐다. 프랑스 문화부의 주도로 생자크 예술공방 (Ateliers d'art Saint-Jacques)와 쿠베르탱 재단에서 제작을 담당하였다.

### 해시계
프랑스에서는 오벨리스크의 특성을 혜시계로 활용하자는 주장도 있었다. 1913년 프랑스 천문학자 카미유 플라마리옹은 규표으로 사용하자는 제안을 내세웠으나 1914년 제1차 세계 대전 발발로 실현에 이르지는 못했다. 카미유 사후 그의 부인이 쥐비시 천문대 소속 건축가 다니엘 로게 (Daniel Roguet)에게 1937년 만국 박람회를 계기로 이 계획을 실현해줄 것을 부탁하였다. 1938년 공사 예산이 마련되어 1939년부터 자오선의 표시와 하지의 그림자 위치를 표시한 원형동판을 설치하게 되었으나, 같은해 발발한 제2차 세계 대전으로 중단되고 말았다.
이후 1999년 7월 21일 하지를 맞이하여 프랑스 천문학회의 필리프 드 라 코타르디에르 (Philippe de La Cotardière)와 드니 사부아 (Denis Savoie)의 주도로 수평 해시계가 조성되었다. 이 해시계의 작동원리는 오벨리스크의 그림자가 콩코르드 광장 북쪽에 이르면 그에 맞는 로마 숫자로 시각을 알 수 있게 한 것이다. 광장 내에 새겨진 시각은 오전 7시에서 오후 17시까지이다. 동지의 그림자 곡선과 분점을 나타내는 선도 지면에 표시되어 있다.

## 사진

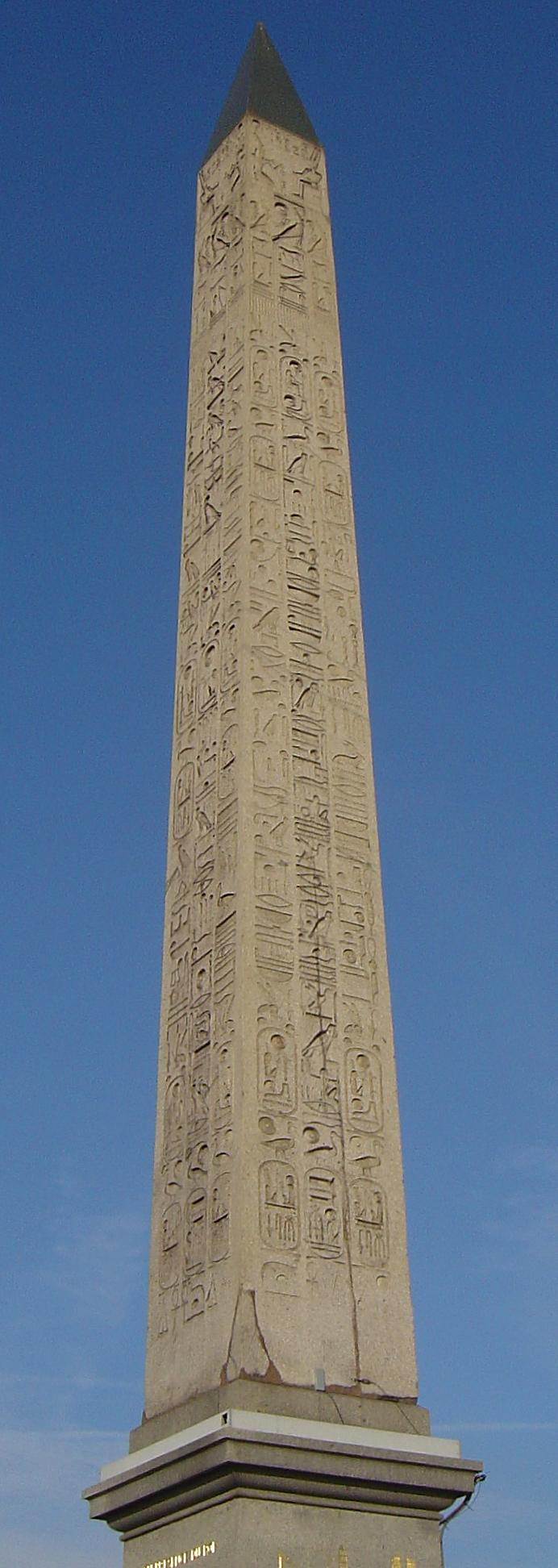
동쪽 방면에서 바라본 오벨리스크
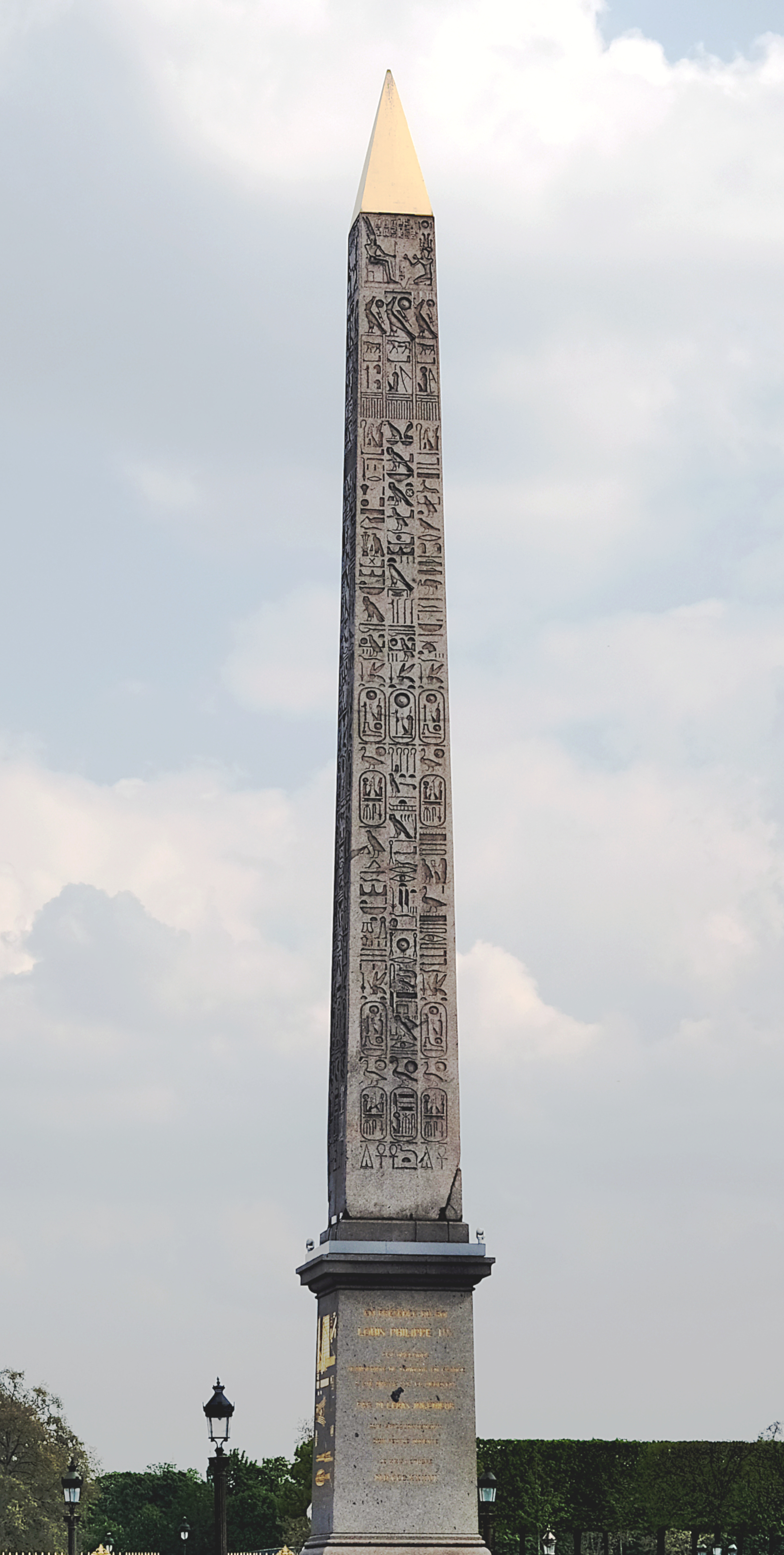
동쪽 방면에서 바라본 오벨리스크의 상형문자
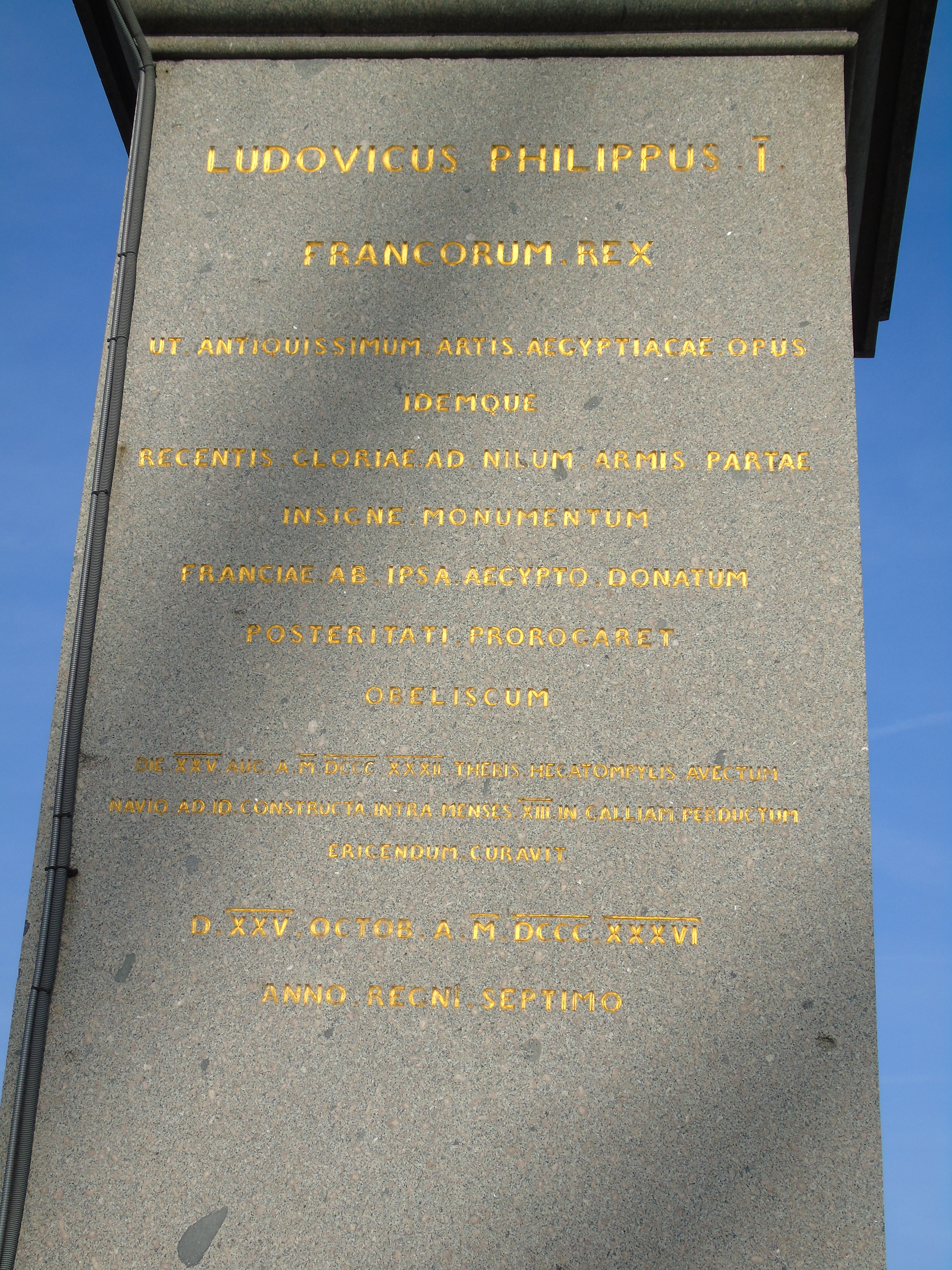
받침대 정면에 쓰여진 라틴어 비문[주 3]

### 해설
1. ↑  룩소르에서는 동쪽면이 남동쪽 (동쪽에서 44°)를 향했으나 파리에서는 북동쪽 (북쪽에서 28°)를 향하게 되었으며 회전각은 106°에 달하게 되었다.
2. ↑  샹젤리제 거리와 마주하고 있으며 파리 경찰청의 교통상황 CCTV가 숨겨진 채로 달려 있다.
3. ↑  라틴어 원문: LUDOVICUS PHILIPPUS I / FRANCORUM REX / UT HOC ANTIQUISSIMUM ARTIS AEGYPTIACAE OPUS / IDEMQUE / RECENTIS GLORIAE AD NILUM ARMIS PARTAE / INSIGNE MONUMENTUM / FRANCIAE AB IPSA AEGYPTO DONATUM / POSTERITATI PROROGARET / OBELISCUM / DIE XXV AUG. A. M. D. CCC. XXX.II / THEBIS HECATOMPYLIS AVECTUM / NAVIA AD ID CONSTRUCTA / INTRA MENSES XIII IN GALLIAM PERDUCTUM / ERIGENDUM CURAVIT / DIE XXV. OCTOB. A. M. DCCC. XXX. VI / ANNO REGNI SEPTIMO.

## 관련 문헌
- Lebas, Jean Baptiste Apollinaire (1839). [[[:틀:Gallica]] 《L'Obélisque de Louxor》] |url= 값 확인 필요 (도움말) (프랑스어). Paris: Carilian-Gœury et veuve Dalmont. 215쪽. OCLC 457728181. 05 mars 2017에 확인함.
- Solé, Robert (2004). 《Le Grand Voyage de l'obélisque》 (프랑스어). Paris: Seuil. 283쪽. ISBN 2-02-039279-8. OCLC 54459105. , [compte rendu en ligne].
- Jean-Marie Homet, « Louxor, Alexandrie, Paris. La longue marche de l'obélisque », in L'Histoire, no 262, février 2002, p. 64-69.
- Le voyage de l'obélisque, Louxor, Paris, Musée national de la Marine, 2014
- Léon de Joannis, Campagne pittoresque du Luxor, 1835, ISBN 2012879802, 978-2012879805

- Menu, Bernadette (1987). 《L'obélisque de la Concorde》 (프랑스어). Ed. du Lunx. 111쪽.

## 같이 보기
- 콩코르드 광장
- 룩소르 신전